# Raphidilla granulosa
Raphidilla granulosa là một loài côn trùng trong họ Raphidiidae thuộc bộ Raphidioptera. Loài này được Navás miêu tả năm 1915.